# Tempel van Jupiter Optimus Maximus
De Tempel van Jupiter Optimus Maximus (Latijn:Aedes Iovis Optimi Maximi Capitolina), Nederlands; de beste en grootste Jupiter, was de belangrijkste en een van de grootste tempels in het oude Rome.
De tempel was gebouwd op de Capitolijn en werd daarom ook wel Tempel van Jupiter Capitolinus genoemd. In de tempel waren drie aparte cellae: in de centrale cella werd Jupiter vereerd en aan weerszijden daarvan waren twee kleinere cellae voor zijn vrouw Juno en zijn dochter Minerva. Deze drie heiligdommen vormden zo de Capitolijnse drie-eenheid. 

Voor de trap van de tempel stond het grote Altaar van Jupiter (ara Iovis), waar de offers gehouden werden.

De Tempel voor Jupiter was het eindpunt voor de zegevierende generaals die een triomftocht mochten houden en het was de plaats waar de profetische Sibyllijnse boeken werden bewaard.

## De tempel

### De eerste tempel
De bouw is begonnen in opdracht van de eerste Etruskische koning van Rome, Tarquinius Priscus, die met deze tempel de herinnering aan zijn regering wilde laten voortleven. Het moest daarom de mooiste en rijkste tempel van de streek worden. Daartoe werd de befaamde Etruskische kunstenaar Vulca van Veii aangetrokken, die een deel van de terracotta decoratie voor zijn rekening nam. De bouw van de tempel werd door Priscus' zoon en uiteindelijke opvolger Tarquinius Superbus voortgezet en, na de val van de monarchie, in 509 v.Chr. door consul Marcus Horatius Pulvillus ingewijd.

Livius vermeldt een wonderteken tijdens de bouw. Een mensenhoofd met ongeschonden gelaat werd opgegraven. Dit duidde erop dat zich deze plaats het centrum van het rijk en de hoofdstad van de wereld zou bevindenDe tempel werd gebouwd op een verhoging van de heuvel en mat ongeveer 53 bij 62 meter. Het was een peripteros sine postico tempel (aan drie zijden omgeven met zuilen) met een hexastyl portico van drie rijen zuilen diep. Deze vorm heeft het heiligdom altijd gehouden. De zuilen waren in de Toscaanse orde, het gebruikelijke type in die tijd. Ze waren 21 meter hoog. Voor de versieringen werden de beste Etruskische kunstenaars naar Rome gehaald. De tempel was voornamelijk gebouwd uit hout. Zo was het hoofdgestel gemaakt van hout, evenals de zuilen die rijkelijk beschilderd waren. De tempel werd versierd met beelden van keramiek en terracotta. In het fronton werd een groot beeldhouwwerk van Jupiter in een quadriga geplaatst, gemaakt door de beroemde beeldhouwer Vulca. Deze Etrusk maakte waarschijnlijk ook het grote terracotta beeld van Jupiter dat opgesteld stond in de centrale cella van de tempel. Dit beeld droeg in zijn hand een bliksemschicht en zijn gezicht werd rood geschilderd op dagen dat er religieuze feesten en triomftochten werden gehouden.
Tarquinius Superbus werd afgezet voordat de tempel voltooid was en deze werd uiteindelijk ingewijd door de consul Marcus Horatius Pulvillus, die samen met zijn collega Publius Valerius Publicola om deze eer geloot had.
Door de jaren heen werd de tempel verder verfraaid. Zo werd het terracotta vierspan met Jupiter in 296 v.Chr. vervangen door een bronzen exemplaar en lieten de aedilen Lepidus en Paullus in 193 v.Chr. vergulde schilden op de gevel aanbrengen. Een aantal jaar later werd ook het plafond verguld en een mozaïekvloer aangelegd.
De eerste tempel brandde in 83 v.Chr. geheel af na gevechten in de stad tijdens de eerste Romeinse Burgeroorlog. Ook het beeld van Jupiter en de Sibyllijnse boeken gingen hierbij verloren.

### De tweede tempel

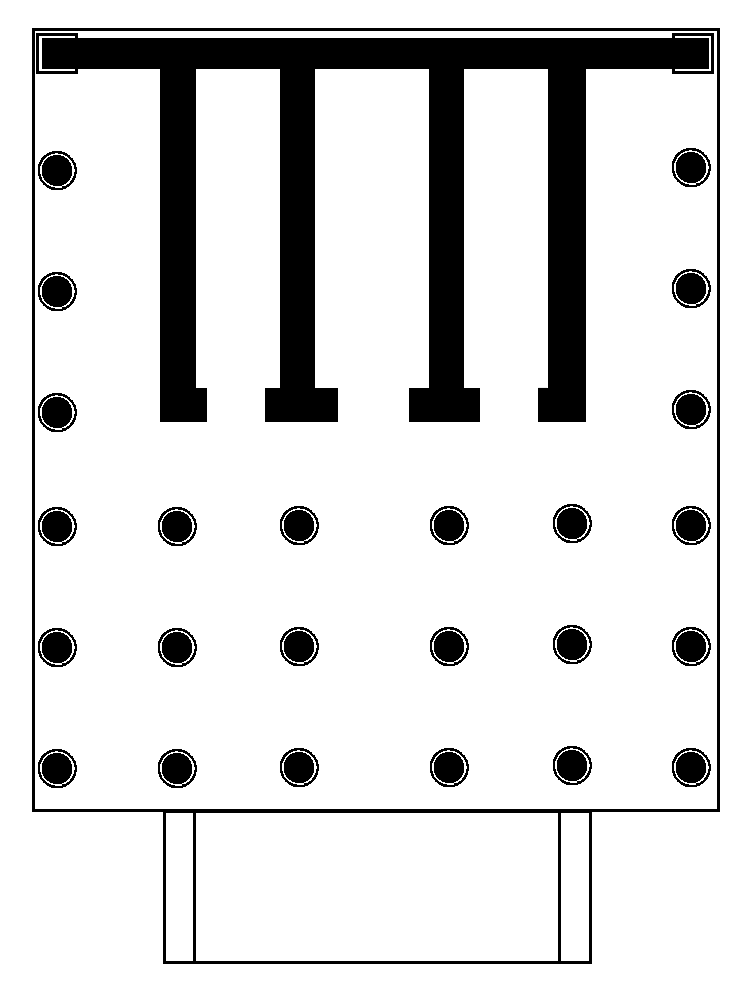
Grondplan van de tempel. Er zijn drie cellae

De dictator Sulla liet een begin maken met de herbouw van de tempel. Hij liet de zuilen van de grote Tempel van Zeus uit Athene verwijderen om in de nieuwe Tempel van Jupiter gebruikt te worden. De nieuwbouw werd voltooid door Quintus Lutatius Catulus de Jongere die de tempel in 69 v.Chr. ook inwijdde. Een inscriptie die hier aan herinnerde werd op de gevel geplaatst. De nieuwe tempel stond op de fundering van de oude en had daarmee hetzelfde grondoppervlak, maar was wel hoger en veel rijker versierd. Een nieuw beeld van Jupiter werd ook gemaakt, waarschijnlijk van ivoor en goud, naar het voorbeeld van het beroemde beeld van Zeus in Olympia, een van de zeven wereldwonderen van de oudheid.
De bliksem sloeg regelmatig in op de tempel en deze raakte daardoor beschadigd. Keizer Augustus liet daarom de tempel rond 26 v.Chr. op grootse wijze restaureren. De tweede tempel bleef staan tot in het jaar 69 n. Chr. toen tijdens het Vierkeizerjaar aanhangers van Vitellius het Capitool bestormden en de tempel in brand staken.

### De derde tempel
Na zijn overwinning op Vitellius liet Vespasianus de tempel weer herbouwen. De nieuwe Tempel voor Jupiter werd ook deze keer op de fundamenten van de oude gebouwd en wederom weer hoger dan zijn voorganger. Munten uit deze tijd laten de tempel zien met zuilen in de Korinthische orde en standbeelden van Jupiter, Juno en Minerva hiertussen. Deze tempel heeft niet lang mogen bestaan. Bij de grote brand van 80 ging ook dit grote gebouw in de vlammenzee verloren.

### De vierde tempel
Domitianus liet de tempel weer herbouwen. Deze nieuwe tempel overtrof wederom zijn voorgangers in grootsheid en rijkheid. Volgens de overlevering gebruikte Domitianus 12.000 Talenten alleen om de bronzen dakpannen te laten vergulden, maar ook de deuren werden verguld. In het fronton werd weer een groot reliëf geplaatst waarop Jupiter samen met Juno en Minerva stonden afgebeeld. Op de beide hoeken van de kroonlijst stonden beelden van Mars en Venus.
Deze tempel is grotendeels intact gebleven tot de vijfde eeuw.

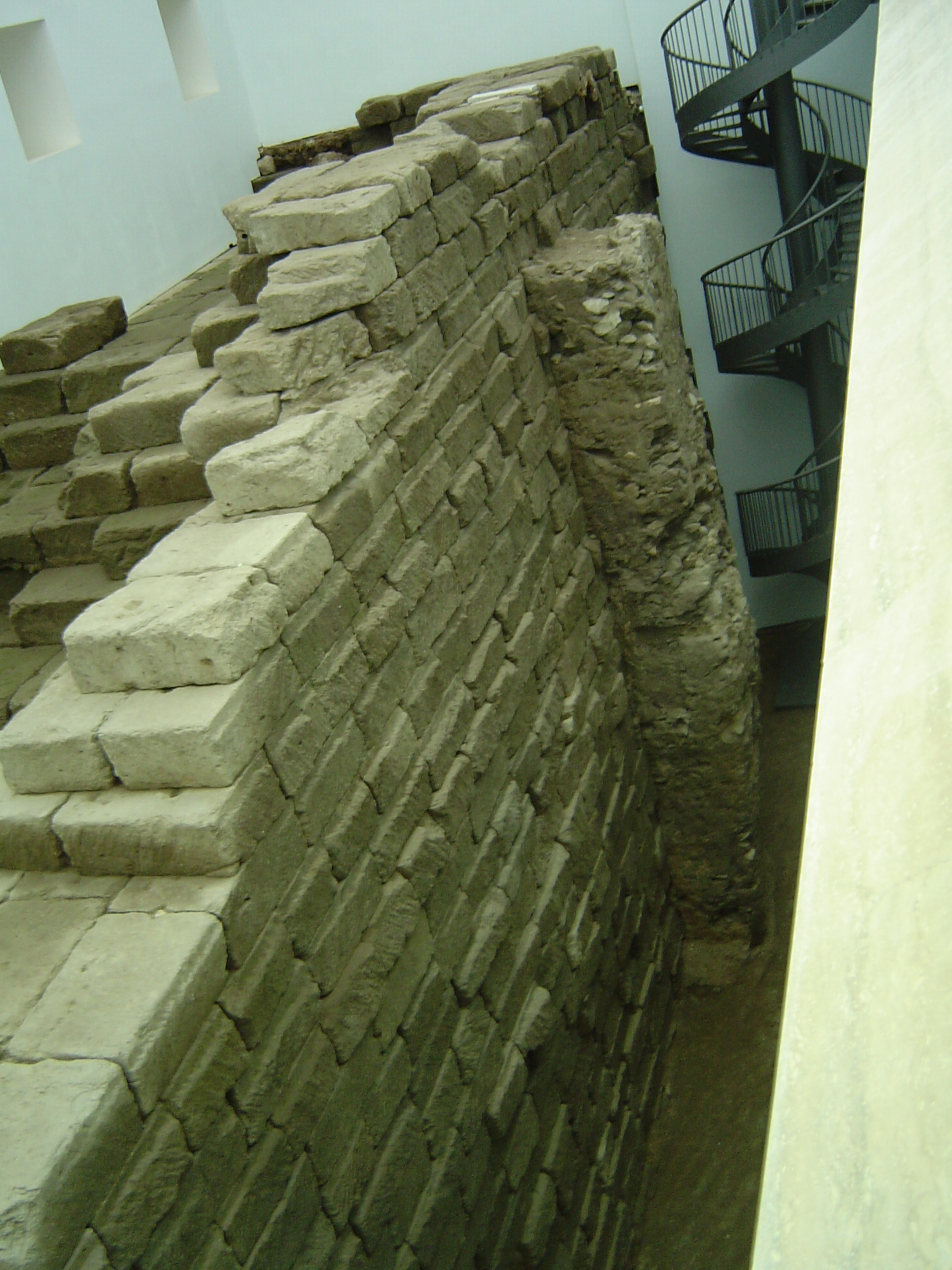
Fundamenten van de Tempel van Jupiter Optimus Maximus

## Verval
Nadat in 380 het christendom tot de Romeinse staatsgodsdienst werd uitgeroepen, werd in 392 zelfs de oude heidense godenverering verboden. Hierop werden de oude tempels niet meer onderhouden en langzaam afgebroken zodat hun stenen, marmer en standbeelden konden worden gebruikt voor de nieuwbouw van kerken en paleizen. Flavius Stilicho liet aan het begin van de vijfde eeuw al de gouden platen van de deuren van de tempel slopen en in 455 volgde de Vandaalse leider Geiserik, die de helft van de gouden dakpannen meenam. In de zesde eeuw liet de Byzantijnse generaal Narses een groot aantal beelden uit de tempel weghalen. Hierna begonnen de middeleeuwen in Rome en is er eeuwenlang van het verdere verval van de oude tempel weinig bekend. De 15e-eeuwse humanist Poggio Bracciolini ziet tijdens zijn tocht door Rome in 1447 nog grote delen van de tempel overeind staan, maar in de eeuwen daarna verdwenen de laatste bovengrondse restanten. Een deel van de fundamenten van de Tempel van Jupiter Optimus Maximus is tegenwoordig nog te zien in de Capitolijnse musea.
Pantheon · Tempel van Caesar · Tempel van Castor en Pollux · Tempel van Hadrianus · Tempel van Mars Ultor · Tempel van Matidia · Tempel van Romulus · Tempel van Saturnus · Tempel van Venus en Roma · Tempel van Portunus · Tempel van Hercules Invictus · Tempel van Jupiter Optimus Maximus · Tempel van Apollo Palatinus · Tempel van Apollo Sosianus · Tempel van Elagabal · Tempel van de gens Flavia · Tempel van de heilige strijdwagens · Tempel van Minerva Chalcidica · Tempel van Juno Regina (Aventijn)